# Johann Friedrich Unger
Johann Friedrich Gottlieb Unger (august 1753 — 26. december 1804) var en tysk træskærer, søn af Johann Georg Unger.
Unger, fra 1800 professor i træskærerkunst ved Akademie der Künste, var en fremragende mand i sit fag (illustrationer, vignetter m. v.). Han var også sysselsat med forbedringer på bogtrykkerkunstens område (en af ham opfunden frakturskrift, den Ungerske).